# Gram-Schmidtov postupak
Gram-Schmidtov postupak je metoda u linearnoj algebri koja služi za ortogonalizaciju skupa vektora u zadanom euklidskom prostoru.
Postupak je sljedeći. Uzmimo na primjer vektorski prostor proizvoljne dimenzije Rn baze {v1, v2, ... ,vn}, Gram-Schmidtovim postupkom ortogonalizacije možemo transformirati bazu {vi} u ortonormiranu bazu, {ui}. Prvo normaliziramo v1: u1=v1/||v1||.
Nakon toga izračunavamo w2=v2-<v2,u1>u1, pa normaliziramo w2: u2=w2/||w2||
Ovaj postupak primjenimo za sve vektore iz baze {vi}: wi+1=vi+1-<vi+1,uiui>- ... - <vi+1,u1>u1 i ui+1=wi+1/||wi+1||. Vektori {u1, ... ,vn} su linearno nezavisni, i stoga čine bazu vektorskog prostora Rn.

## Primjer
Uzmimo sljedeći skup vektora u Rn (s uobičajenim skalarnim produktom)
{\displaystyle S=\left\lbrace \mathbf {v} _{1}={\begin{pmatrix}3\\1\end{pmatrix}},\mathbf {v} _{2}={\begin{pmatrix}2\\2\end{pmatrix}}\right\rbrace .}
Sad primjenimo Gram-Schmidtov postupak kako bismo dobili ortogonalni skup vektora:
{\displaystyle \mathbf {u} _{1}=\mathbf {v} _{1}={\begin{pmatrix}3\\1\end{pmatrix}}}
{\displaystyle \mathbf {u} _{2}=\mathbf {v} _{2}-\mathrm {proj} _{\mathbf {u} _{1}}\,\mathbf {v} _{2}={\begin{pmatrix}2\\2\end{pmatrix}}-\mathrm {proj} _{({3 \atop 1})}\,{\begin{pmatrix}2\\2\end{pmatrix}}={\begin{pmatrix}-2/5\\6/5\end{pmatrix}}.}
Provjerimo vektore u1 i u2 kako bismo utvrdili da su zaista ortogonalni:
{\displaystyle \langle \mathbf {u} _{1},\mathbf {u} _{2}\rangle =\left\langle {\begin{pmatrix}3\\1\end{pmatrix}},{\begin{pmatrix}-2/5\\6/5\end{pmatrix}}\right\rangle =-{\frac {6}{5}}+{\frac {6}{5}}=0.}
Sada ih možemo normalizirati, tako što ćemo ih podijeliti s njihovim duljinama:
{\displaystyle \mathbf {e} _{1}={1 \over {\sqrt {10}}}{\begin{pmatrix}3\\1\end{pmatrix}}}
{\displaystyle \mathbf {e} _{2}={1 \over {\sqrt {40 \over 25}}}{\begin{pmatrix}-2/5\\6/5\end{pmatrix}}={1 \over {\sqrt {10}}}{\begin{pmatrix}-1\\3\end{pmatrix}}.}